# Barraca de la zona del Mas de la Fam IV
La Barraca de la zona del Mas de la Fam IV és una obra del Pla de Santa Maria (Alt Camp) inclosa a l'Inventari del Patrimoni Arquitectònic de Catalunya.

## Descripció
És una gran barraca composta, amb dues estances interiors i un annexe a la part posterior. Al davant i a la seva esquerra hi ha un paravents amb una menjadora, també hi ha una gran era. És de planta rectangular orientada al Sud. La coberta és amb aproximació de filades a dos vessants, i tapada amb lloses (naviforme). Alçada màxima 2'57m.
La nau principal amida: fondària 8'90m, amplada 2'20m.
Segona estança: fondària 1'85m, amplada 2'60m.
L'annex amida: fondària 0'90m, amplada 3'45m.
En aquests interiors hi trobarem dues menjadores, tres cocons, dues fornícules, un pedrís i dues espitjeres.